# Bernat d'Aosta
Bernat d'Aosta, de Menthon o de Montjoux (Menthon-Saint-Bernard, ca. 1020 - Novara, 1081, o segons la llegenda, segurament incerta, 923-1008) va ser un prevere savoià (el territori va passar el 1861 a França) que l'Església Catòlica venera com a sant.

## Biografia

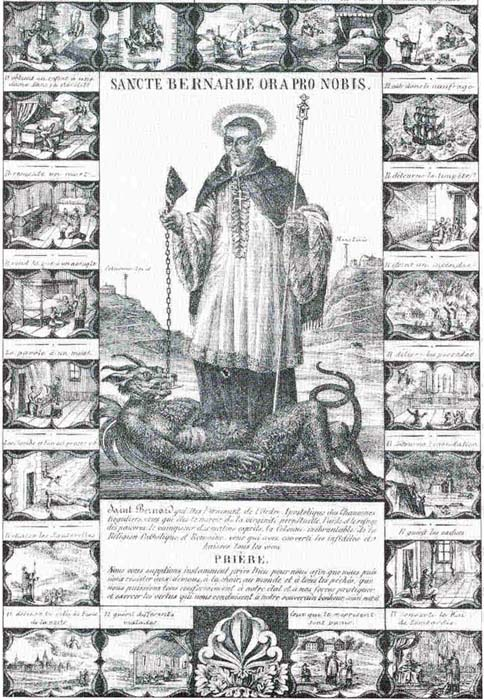
Estampa devocional del s. XVIII

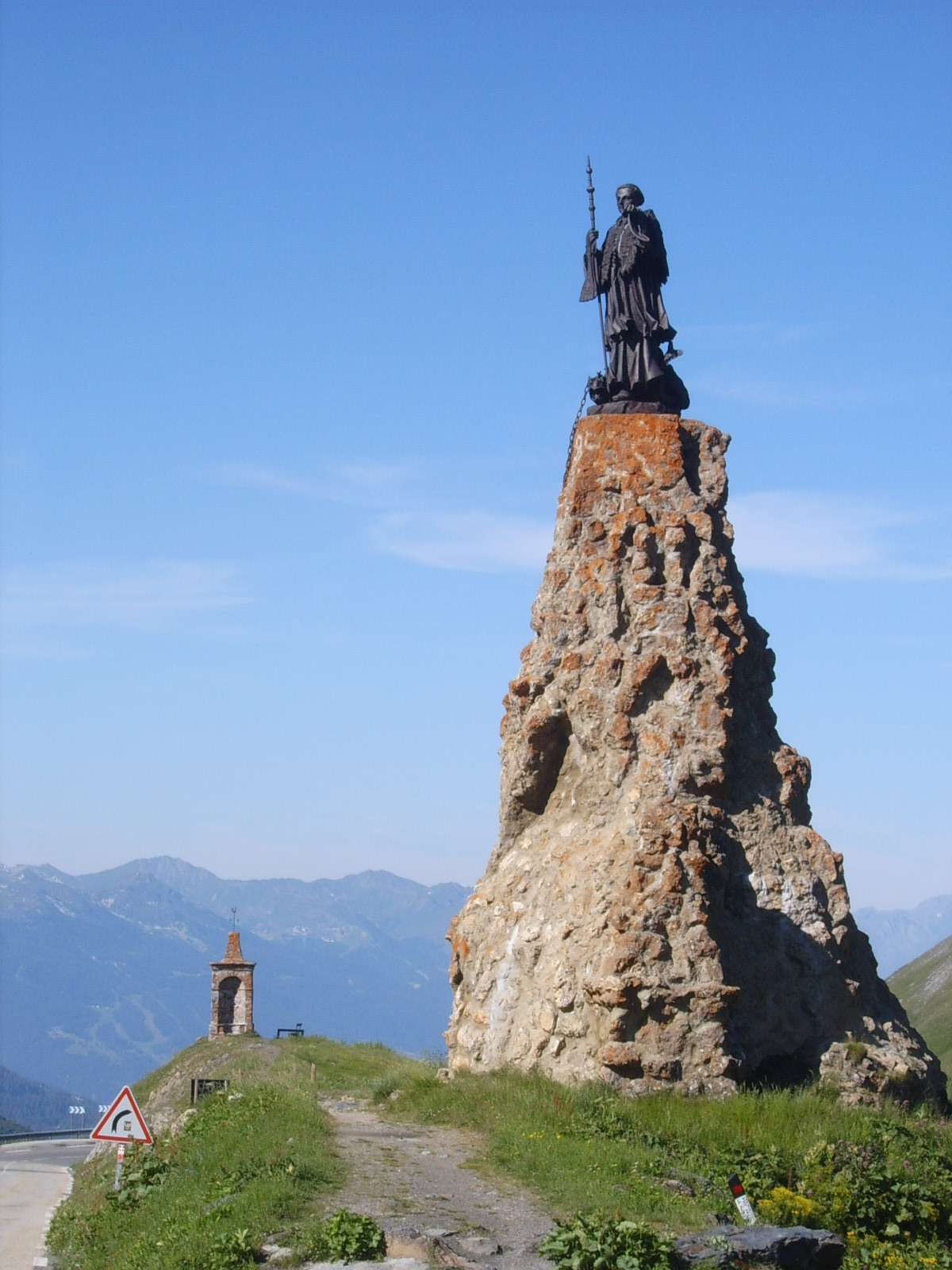
Estàtua al coll del Petit Sant Bernat

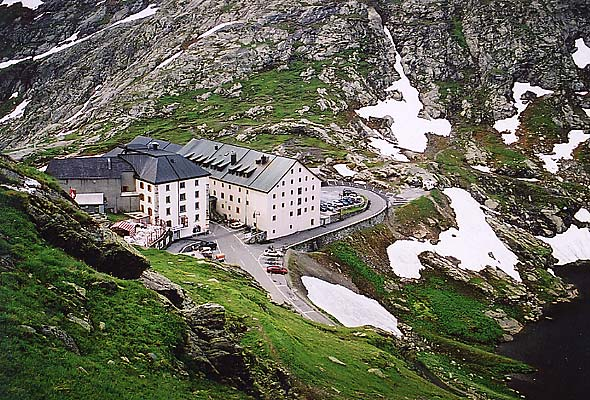
Alberg i hospici del Gran Sant Bernat

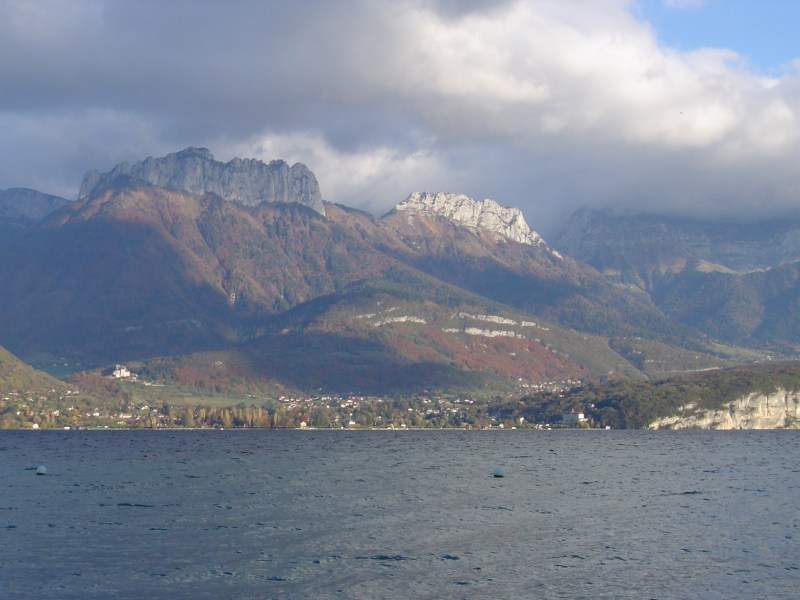
Menthon, poble on nasqué el sant; a l'esquerra s'hi veu el castell, on va néixer

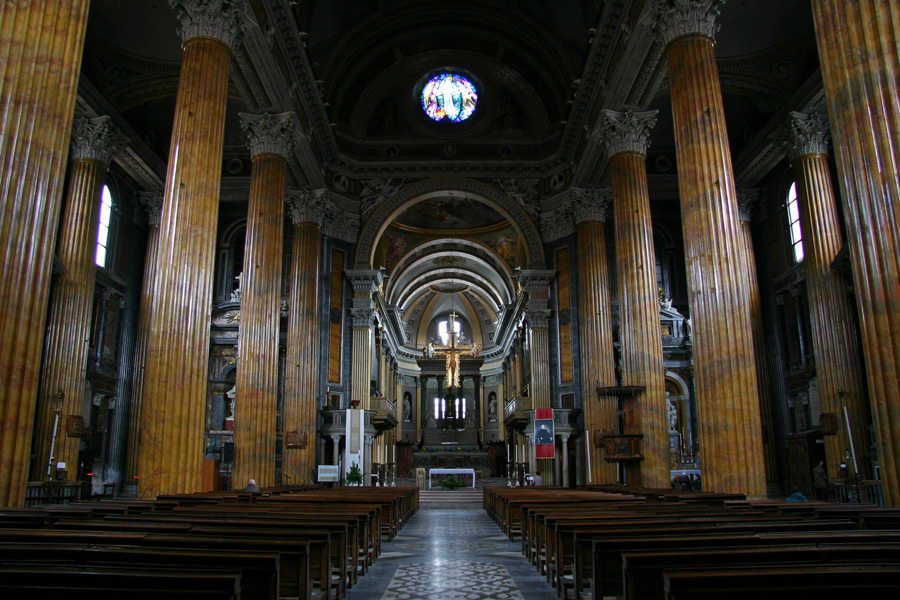
Catedral de Novara, on hi ha les restes del sant

Nasqué a Menthon, prop del llac d'Annecy a l'Alta Savoia, el 923, en el si d'una família noble, propietària del castell de Menton. Va rebutjar el matrimoni arranjat per son pare per tal d'esdevenir canonge regular agustí a Aosta. Va ser-hi ardiaca i va dedicar els següents 42 anys de la seva vida a predicar el cristianisme entre la gent dels Alps, on sobrevivien encara molts costums pagans. Va rebre l'encàrrec de reobrir el pas del "Mons Jovis" (Muntanya de Júpiter o Montjoux, avui el coll del Gran Sant Bernat) i, per fer-ho, diu la llegenda que lluità contra un dimoni al que, finalment, va llençar cingle avall.
En veure els perills que passaven els que travessaven les muntanyes (la zona era un lloc de pas que travessava els Alps entre Aosta i el Valais suís), especialment els pelegrins que anaven cap a Roma, va fer construir, en 962 els albergs als punts més alts dels passos del coll del Gran Sant Bernat, entre la vall d'Aosta i el Valais (a 2.470 metres d'altura, que el fa el lloc habitat més alt d'Europa), i el coll del Petit Sant Bernat, entre la vall d'Aosta i la Tarentèsa. Els albergs estaven destinats als viatgers i pelegrins que havien de pujar-hi per travessar la serralada, ja perquè estiguessin cansats o perquè s'hi haguessin perdut.
Va deixar els albergs a càrrec de canonges regulars, instal·lats a sengles monestirs a la vora dels albergs, que seguien la Regla de Sant Agustí: així nasqué la congregació hospitalera dels Canonges Regulars de la Congregació Hospitalera del Gran Sant Bernat. Aquests religiosos es feien ajudar, especialment quan hi ha tempestes de neu o allaus, per gossos ensinistrats: els santbernats, el nom dels quals es deu a la tasca del sant, particularment ben adaptats a la vida d'alta muntanya.
Sant Bernat va morir a Novara el 1008 en un viatge: va ser sebollit al monestir de Sant Llorenç d'aquesta ciutat. Algunes restes se'n conserven a la Catedral de Novara, en un reliquiari amb el bust del sant.

## Culte
Venerat des del segle xii al nord d'Itàlia, a llocs com Aosta, Novara o Brescia, no va ser reconegut com a sant fins a la seva canonització per Innocenci XI el 1681. Va ser proclamat patró dels Alps, dels esquiadors i alpinistes per Pius XI el 1923. La seva festivitat és el 15 de juny, tot i que el Martirologi romà en fa la memòria el 28 de maig, des de 1922 (malgrat això, les diòcesis que celebren el sant, continuen fent-ho el 15 de juny).